# خطمه ملاحه
خطمه ملاحه (در عربی: خَطمَة المِلاحَة). روستایی از توابع شهرستان دِبّاء البیعه  در شبه‌جزیره و استان مسندم در کشور پادشاهی عمان است.
این روستا در کرانهٔ دریای عمان واقع شده‌است. روستا در روی تپه ی ودرپایهٔ زنجیره کوه حجر در منطقه رؤوس الجبال مسندم قراردارد، به‌طوری‌که از ناحیه مشرق بادریا ملاصق است و از ناحیه مغرب رؤوس جبال مانند قوسی بر فراز «روستا» واقع شده‌است.

## جمعیت
جمعیت آن ۱۷۰ نفر (۲۵ خانوار) است که از اهل سنت و مالکی مذهب هستند. شغل عمدهٔ مردم روستا ماهی‌گیری وتجارت است.